# Bruno Fabiano Alves
Bruno Fabiano Alves (Jacareí, 16 de abril de 1991) é um futebolista brasileiro que atua como zagueiro. Atualmente joga pelo Cuiabá.

## Carreira

### Início
Bruno Alves é natural de Jacareí (São Paulo). Quando criança, atuou nas categorias de base do Elvira, em sua cidade natal. Na época, chegou a atuar com o atacante Wesley Alex, conterrâneo que atua no futebol da Coreia do Sul. Entre 2009 e 2010, Bruno atuou nas categorias de base do Primeira Camisa, extinta equipe do zagueiro pentacampeão Roque Júnior. Com boas atuações, o jogador foi levado ao Figueirense em 2011, clube pelo qual atuou nas categorias de base entre 2010 e 2011 e se profissionalizou.

### Figueirense
O zagueiro demorou para conseguir se firmar na equipe catarinense. Antes de ganhar chances reais na equipe, o jogador chegou a ser emprestado para cinco equipes. 
| “ | Tive muita paciência e aguardei bastante para esperar e ter a minha oportunidade. Em 2014, eu era o quinto zagueiro e eu nunca desisti, sempre procurava trabalhar com honestidade e humildade. | ” |

No ano de 2014, o jogador começou a atuar com frequência pelo clube catarinense e aos poucos foi se tornando peça fundamental ao time. Chegou a ser capitão e completar mais de 100 jogos pelo clube antes de ver seu vínculo se encerrar.

### São Paulo
O jogador revelou que teve proposta do mundo árabe, mas depois que ficou sabendo do interesse do São Paulo por seu futebol, desistiu da oferta e assinou com o tricolor paulista em meados de 2017 por indicação de Dorival Júnior.
Em 2018, o jogador passou a ter atuações consistentes e ganhou mais chances como titular do São Paulo, sendo assim uma peça importante para a equipe.
Em 2019, chegou ao auge de sua carreira, sendo um dos destaques do São Paulo na campanha do vice no Campeonato Paulista de 2019, tendo já até sido capitão da equipe em algumas oportunidades, e ao final do torneio, sendo eleito para seleção ideal do campeonato.
Em 26 de maio de 2021, Bruno Alves fez 300° gol do São Paulo na Libertadores ao abrir o marcador na vitória de 3 a 0 sobre o Sporting Cristal, jogo da última rodada da fase de grupos.

### Grêmio
Em 24 de dezembro de 2021, acertou com o Grêmio, por empréstimo até junho de 2023.

### Cuiabá
Após o fim do seu contrato com o Grêmio, acertou com o Cuiabá por duas temporadas.

## Títulos
Figueirense
- Campeonato Catarinense: 2014 e 2015

São Paulo
- Campeonato Paulista: 2021

Grêmio
- Campeonato Gaúcho: 2022 e 2023[7]
- Recopa Gaúcha: 2023

Cuiabá
- Campeonato Mato-Grossense: 2024

### Prêmios individuais
- Seleção do Campeonato Catarinense: 2016 e 2017
- Seleção do Campeonato Paulista: 2019[8]
- Seleção do Campeonato Brasileiro: 2019 - Troféu Mesa Redonda[9]
- Seleção do Campeonato Gaúcho: 2023